# Andrzej Buncol
Andrzej Bernard Buncol est un footballeur polonais né le 21 septembre 1959 à Gliwice.

## Carrière
- 1977-1979 : Piast Gliwice  Pologne
- 1979-1982 : Ruch Chorzów  Pologne
- 1981-1986 : Legia Varsovie  Pologne
- 1986-1987 : FC Hombourg  Allemagne
- 1987-1992 : Bayer Leverkusen  Allemagne
- 1992-1997 : Fortuna Düsseldorf  Allemagne

## Palmarès
- 51 sélections et 6 buts avec l'équipe de Pologne entre 1980 et 1986[1].